# Districtul Altmark Salzwedel
Districtul Altmark Salzwedel este un district rural (Landkreis) în landul Saxonia-Anhalt, Germania.
1. 1 2 3  GeoNames